# Senecio platensis
Senecio platensis là một loài thực vật có hoa trong họ Cúc. Loài này được Arechav. miêu tả khoa học đầu tiên năm 1904.